# Ermita de Sant Joaquim i Santa Anna (l'Alcora)
L'ermita de Sant Joaquim i Santa Anna és un temple al poble d'Araia, al terme municipal de l'Alcora (l'Alcalatén, País Valencià).
Està catalogada com a Bé Immoble de rellevància local, identificada amb el còdig 12.04.005-002, segons la disposició addicional cinquena de la Llei 5/2007, de 9 de febrer, de la Generalitat, de modificació de la Llei 4/1998, d'11 de juny, del Patrimoni Cultural Valencià (DOCV Núm. 5.449 / 13/02/2007).

## Descripció històric-artística
La construcció d'aquest ermitori, el més modern del terme de l'Alcora, data de l'any 1873. Va coincidir en un moment de pujança de les masies de la zona, que en el cas d'Araia van formar un important nucli urbà en el tombants del segle xix i xx, gràcies al cultiu del garrofer. Des de l'any 1959 és l'església de la pedania i d'algunes masies de la contornada. Ubicat en una plaça al centre de l'aldea, consta d'un edifici exempt, alçat amb maçoneria. Compta amb un absis semicircular, una coberta a dues aigües i contraforts laterals. Destaca la seua façana emblanquinada, tret d'una franja fosca als peus i l'escala de la porta. S'aprecien també dos fanals i un retaule de ceràmics dins d'una fornícula. El conjunt es remata amb l'espadanya i la campana. L'interior és senzill i amb una modesta ornamentació, així com pilastres amb capitells compostos.